# Partecipanti alla Volta Ciclista a Catalunya 1972
Elenco dei partecipanti alla Volta Ciclista a Catalunya 1972.
La Volta Ciclista a Catalunya 1972 fu la cinquantaduesima edizione della corsa. Alla competizione presero parte 8 squadre da 8 corridori per un totale di 64 ciclisti. La corsa partì il 12 settembre da Tremp e terminò il 17 settembre a Badalona, dove tagliarono il traguardo 46 ciclisti.

## Corridori per squadra
Nota: R ritirato, NP non partito, FT fuori tempo, SQ squalificato
| Bic            | Bic                   | Bic            | Karpy-Licor                      | Karpy-Licor                      | Karpy-Licor                      | Salvarani                 | Salvarani                 | Salvarani                 |
| -------------- | --------------------- | -------------- | -------------------------------- | -------------------------------- | -------------------------------- | ------------------------- | ------------------------- | ------------------------- |
| 1              | Johny Schleck         | R 2ª-2         | 31                               | Antonio Menéndez                 | 14º                              | 61                        | Felice Gimondi            | 1º                        |
| 2              | Francis Ducreux       | 45º            | 32                               | Antonio Gómez del Moral          | 24º                              | 62                        | Italo Zilioli             | R 5ª-1                    |
| 3              | Jean-Claude Genty     | 28º            | 33                               | Eduardo Castelló                 | 5º                               | 63                        | Guido Reybrouck           | R 3ª                      |
| 4              | Anatole Novak         | R 2ª-1         | 34                               | Gonzalo Aja                      | R 2ª-1                           | 64                        | Guerrino Tosello          | 44º                       |
| 5              | Guy Santy             | 42º            | 35                               | Julián Cuevas                    | 30º                              | 65                        | Antoon Houbrechts         | 7º                        |
| 6              | Francis Campaner      | 34º            | 36                               | Juan-Manuel Valls                | 25º                              | 66                        | Pietro Campagnari         | 40º                       |
| 7              | Bernard Labourdette   | R 5ª-1         | 37                               | Pasqual Fandos                   | R 5ª-1                           | 67                        | Emilio Casalini           | R 5ª-2                    |
| 8              | Jesús Aranzabal       | 37º            | 38                               | Juan Manuel Santisteban          | 46º                              | 68                        | Primo Mori                | 39º                       |
| KAS-Campagnolo | KAS-Campagnolo        | KAS-Campagnolo | Van Cauter-Magniflex-de Gribaldy | Van Cauter-Magniflex-de Gribaldy | Van Cauter-Magniflex-de Gribaldy | La Casera-Peña Bahamontes | La Casera-Peña Bahamontes | La Casera-Peña Bahamontes |
| 11             | Miguel María Lasa     | 13º            | 41                               | Mariano Martínez                 | 33º                              | 71                        | Andrés Oliva              | 17º                       |
| 12             | José Antonio González | 3º             | 42                               | Joel Millard                     | R 1ª                             | 72                        | Juan Zurano               | 16º                       |
| 13             | Domingo Perurena      | 8º             | 43                               | Herman Beysens                   | 27º                              | 73                        | José Luis Abilleira       | 23º                       |
| 14             | Francisco Galdós      | 20º            | 44                               | Willy Abbeloos                   | R 1ª                             | 74                        | Jesús Esperanza           | 29º                       |
| 15             | Santiago Lazcano      | 4º             | 45                               | Edward Janssens                  | R 1ª                             | 75                        | Pedro Torres              | 6º                        |
| 16             | Vicente López Carril  | 31º            | 46                               | Guido Van Sweevelt               | R 1ª                             | 76                        | Dámaso Torres             | 19º                       |
| 17             | José Manuel Fuente    | 18º            | 47                               | Ludo Van Staeyen                 | R 1ª                             | 77                        | Enrique Sahagún           | 36º                       |
| 18             | José Pesarrodona      | 21º            | 48                               | Adolf Huysmans                   | 35º                              | 78                        | Joaquin Perez             | 38º                       |
| Rokado         | Rokado                | Rokado         | Werner                           | Werner                           | Werner                           |                           |                           |                           |
| 21             | Lucien Aimar          | 10º            | 51                               | Antonio Martos                   | 2º                               |                           |                           |                           |
| 22             | Gilbert Bellone       | 41º            | 52                               | José Grande                      | 22º                              |                           |                           |                           |
| 23             | Georges Vandenberghe  | NP 3ª          | 53                               | Luis Pedro Santamarina           | 9º                               |                           |                           |                           |
| 24             | Jean-Pierre Berckmans | NP 3ª          | 54                               | José Casas García                | 32º                              |                           |                           |                           |
| 25             | Wim Schepers          | NP 3ª          | 55                               | José Antonio Ponton              | 11º                              |                           |                           |                           |
| 26             | Wim Kelleners         | R 5ª-2         | 56                               | Luis Andrade Luza                | 43º                              |                           |                           |                           |
| 27             | Siegfried Müller      | R 3ª           | 57                               | Jose Manuel Blanco               | 26º                              |                           |                           |                           |
| 28             | Roger Gilson          | 12º            | 58                               | Ventura Diaz                     | 15º                              |                           |                           |                           |

## Ciclisti per nazione
Le nazionalità rappresentate nella manifestazione sono 7; in tabella il numero dei ciclisti suddivisi per la propria nazione di appartenenza:
| Numero ciclisti | Nazione                  |
| --------------- | ------------------------ |
| 33              | Spagna                   |
| 10              | Belgio, Francia          |
| 6               | Italia                   |
| 2               | Lussemburgo, Paesi Bassi |
| 1               | Germania                 |